# 佐克萨通
佐克萨通（希臘語：Δοξάτο），是希腊东马其顿和色雷斯大区兹拉马专区的市镇，行政中心为卡兰巴基翁镇。市镇面积为243.4平方公里，2021年人口数量为12,059人。
现今范围的市镇设立于2011年地方政府改革中，由原两个市镇（佐克萨通和卡兰巴基翁）合并而成，原市镇则成为此市镇的两个市区。佐克萨通市区（即原佐克萨通市镇）的面积为162.336平方公里，2021年人口数量为7,568人。